# Amiga 2500
L'Amiga 2500, abrégé A2500, était une version améliorée du Commodore Amiga 2000. À la différence de son successeur l'Amiga 3000, qui était de conception entièrement nouvelle, l'Amiga 2500 était un Amiga 2000 doté d'une carte accélératrice basée sur un microprocesseur Motorola 68020. Les versions ultérieures de l'A2500 ont utilisée un microprocesseur Motorola 68030. Les cartes accélératrice utilisées par l'Amiga 2500 étaient aussi disponibles séparément en tant que mises à niveau pour l'Amiga 2000.
Puisque l'Amiga 2500 avait un microprocesseur Motorola 68000 sur la carte mère qui n'était pas utilisé, la conception n'était pas très rentable. Une version à coût réduit omettant la carte accélératrice a été proposée mais n'a jamais dépassé le stage du prototype. En outre, comme l'Amiga 2500 n'était pas une machine entièrement 32 bits, ses performances étaient plus basses qu'un Amiga 3000 fonctionnant à la même fréquence d'horloge.
L'Amiga 2500 fut en production après la sortie de l'Amiga 3000, malgré tout, parce que le Video Toaster ne s'adaptait pas dans un boîtier d'Amiga 3000 non modifié. Jusqu'à la sortie du Video Toaster 4000, l'Amiga 2500 était l'ordinateur le plus rapide disponible pour le Video Toaster.